# Conceição dos Ouros
Conceição dos Ouros é um município brasileiro do estado de Minas Gerais. Sua população em 2010 era de 10.388 habitantes, situando-se a 450 km de Belo Horizonte.
Mais dados do Município:
- Elevação à Paróquia, ou distrito: 17 de dezembro de 1865;
- Emancipação de Paraisópolis: 6 de agosto de 1948.

É um município que tem algumas indústrias (principalmente indústria de polvilho, gesso e duas do setor automobilístico).
Tem uma equipe de futebol e futsal regional (é bicampeã da Taça EPTV de futsal).
É famosa pelos biscoitos salgados que são feitos lá.

## História
Dados os inúmeros achados arqueológicos na região de Conceição dos Ouros, sabe-se que o local já era habitado no século XIV pelos índios cataguás. Durante os séculos XVII e XVIII as inúmeras  entradas e bandeiras vindas de São Paulo em direção à Região das Minas, encontrou num curso de água que, posteriormente, seria chamado de Ribeirão dos Ouros, uma quantidade relevante de ouro de aluvião (às margens desse mesmo Ribeirão seria fundado o povoado de Nossa Senhora da Conceição das Cachoeiras dos Ouros em 1854). Graças a essa descoberta, foram feitas escavações nas regiões dos Bairros rurais ourenses como: Fazendinha, Três Cruzes e Ouros Velhos. Também foram feitas perfurações na região da Cachoeira dos Pilões.
Porém, a primeira população oficial de Conceição dos Ouros foi registrada somente no ano de 1824, quando Major Félix da Mota Pais se fixou junto com a família, escravos e amigos, na região do Oratório das Dores. Devido à dificuldade do atendimento religioso, pois a paróquia mais perto era a de Pouso Alegre, que fica a mais de 40 quilômetros do local, o major e seu vizinho, Inácio da Costa Resende, firmaram um acordo onde construiriam uma capela na divisa de suas propriedades. A história conta que a esposa de Inácio e a de Félix se desentenderam, assim Inácio da Costa Resende, em 1854, construiu uma capela dedicada a São João Batista nas proximidades do local do antigo acordo, hoje Cachoeira de Minas. Já Major Félix construiu, no mesmo ano, uma dedicada à Nossa Senhora da Conceição, próxima ao local onde o Ribeirão dos Ouros encontra o Rio Sapucaí-Mirim.
A capela de Ouros logo teve que ser substituída por um templo maior, já que o número de fiéis havia crescido abruptamente. Com isso a Arquidiocese de São Paulo cria a Freguesia de Nossa Senhora da Conceição dos Ouros, em 1865. As terras ourenses pertenceram a Pouso Alegre e posteriormente a Paraisópolis. A localidade emancipou-se no ano de 1948, adotando o atual nome.

## Antigos nomes da cidade
- Barra dos Ouros;
- Nossa Senhora da Conceição das Cachoeiras;
- Nossa Senhora da Conceição dos Ouros;
- Capela de Cima.

## Toponímia
O nome Conceição dos Ouros vem de forma direta como abreviação do topônimo Nossa Senhora da Conceição dos Ouros, que se deu pela homenagem dos fundadores do município ao título que lembra o nascimento de Maria sem o pecado original . E pelo ouro encontrado no Ribeirão dos Ouros, que é um curso d'água que passa pela localidade.

## Geografia
A cidade fica localizada no Vale do Sapucaí, por isso apresenta aspectos de vale com relevo ondulado. Nas bordas do vale se observa um relevo montanhoso, característico da região da Serra da Mantiqueira, onde está o município. Apresenta domínios de granitos e gnaisses. Devido à topografia local, são encontradas várias cachoeiras, também características da região.

## Educação
A cidade conta com algumas escolas municipais de Ensino Fundamental, no primeiro ciclo, como a E.M. João Pinheiro, E.M. Maria de Fátima Lopes e o Centro Educacional Maria José Rosa. Ainda conta com uma escola na zona rural que vai até o 9º ano do Ensino Fundamental, a E.M. José Olímpio da Silva, no bairro do Campo do Meio.
O município conta apenas com uma escola estadual, a E.E. João Ribeiro de Carvalho, de ensino fundamental e médio. A escola é destaque na região, sendo uma das mais bem avaliadas da Secretaria Regional de Ensino de Itajubá. Essa escola se destaca ano após ano em competições de nível nacional, como a OBMEP. O município é o 7º no ranking dos mais bem classificados na OBMEP.

## Rodovias
A principal rodovia que corta a cidade é a MG-173, que liga o município às cidades de Paraisópolis e Cachoeira de Minas, onde conecta-se à rodovia BR-459, principal ligação da cidade com Pouso Alegre.

## Religião
A cidade têm uma forte ligação com a Igreja Católica, principalmente, do ponto de vista histórico-cultural. Assim a população é majoritariamente Católica Romana. Em meados da década de 1950 as denominações protestantes começaram a chegar a cidade, hoje um percentual com alguma representatividade segue essas doutrinas, dentre as quais se destaca a Igreja Presbiteriana e Assembleia de Deus. O Espiritismo e Religiões de Matriz Africana também têm seguidores.
A paróquia de Nossa Senhora da Imaculada Conceição é hoje gerida pelo pároco Padre Reinaldo dos Santos. Pertence à Arquidiocese Metropolitana de Pouso Alegre.

## O gesso e o polvilho
A cidade ostenta desde a década de 1970 o título de maior produtora mundial de polvilho. O produto tem uma importância relevante no município, tanto na área econômica quanto histórica. O polvilho começou a ser produzido no local no início do século XX, e a maioria da tecnologia criada nessa indústria surgiu ali na cidade.
O gesso foi introduzido mais tarde, na década de 1980, e hoje são mais de 140 fábricas de molduras e placas espalhadas por toda a cidade. O mercado sul mineiro e paulista desse produto é sustentado em grande parte pela cidade.
Há hoje duas indústrias do setor automobilístico instaladas no município.

## Relevo e vegetação
- Situa-se na Serra da Mantiqueira, apresentando um topografia montanhosa seus pontos mais altos estão no Monte Belo (1450m) e Morro do Quilombo (1290m);
- Apresenta áreas de Mata Atlântica nativa preservadas extensas. Como é o caso da Mata da Bexiga e Sertãozinho;
- O município é banhado pelos rios Sapucaí-Mirim e Capivari. E os outros principais cursos d'água são o Ribeirão dos Ouros e o Ribeirão Pequeno;
- Possuí quedas d'água como: a Cascata das Três Cruzes, a Cachoeira dos Pilões, a cachoeira dos Rochas e a Cachoeira dos Euclides.

## Clima
O clima tropical de altitude proporciona uma temperatura média anual de 17 °C. Mas essa temperatura pode chegar em alguns dias do inverno a 0 °C, com sensação térmica abaixo de 0 °C. No verão, poucas vezes a temperatura ultrapassa os 29 °C. essas temperaturas baixas se dão pela localização geográfica do município,que está na Serra da Mantiqueira.

## Acervo histórico-cultural do município
Teve na época do Império no Brasil, um certo esplendor. Foram construídas duas Igrejas nesse período, a primeira era pequena e depois da elevação do município à freguesia se tornou incapaz de atender ao crescente número de fiéis, essa foi então demolida para dar lugar a um templo maior e mais rico artisticamente, essa igreja funcionou como matriz do local até 1948, quando foi demolida para dar lugar a atual Matriz de Nossa Senhora da Conceição. A população ourense chora pela perda da antiga igreja, pelo seu valor histórico, artístico e cultural.
Ainda na época monárquica foram construídos inúmeros casarões, entre os quais se destaca os casarões da Fazenda da Chapada. O mais antigo ainda ainda preserva as a instalações escravocratas. Grande parte dessas construções já não existe mais, a não ser na memória dos mais velhos ou imortalizadas através das fotografias e das descrições escritas.
O prédio do antigo cinema de Ouros foi tombado pelo IPHAN. Também foi tombado pelo órgão todo acervo do Museu Ourense, que inclui artefatos indígenas pré-colombianos, fotografias, vídeos, objetos litúrgicos, objetos antigos de decoração,etc. Desde o ano de 2002 o município de Conceição dos Ouros vem buscando promover esse acervo, e outros pontos turísticos, principalmente na parte natural, através do Circuito Turístico Serras Verdes do Sul de Minas, o qual faz parte junto com outras 18 cidades circunvizinhas.

## Turismo

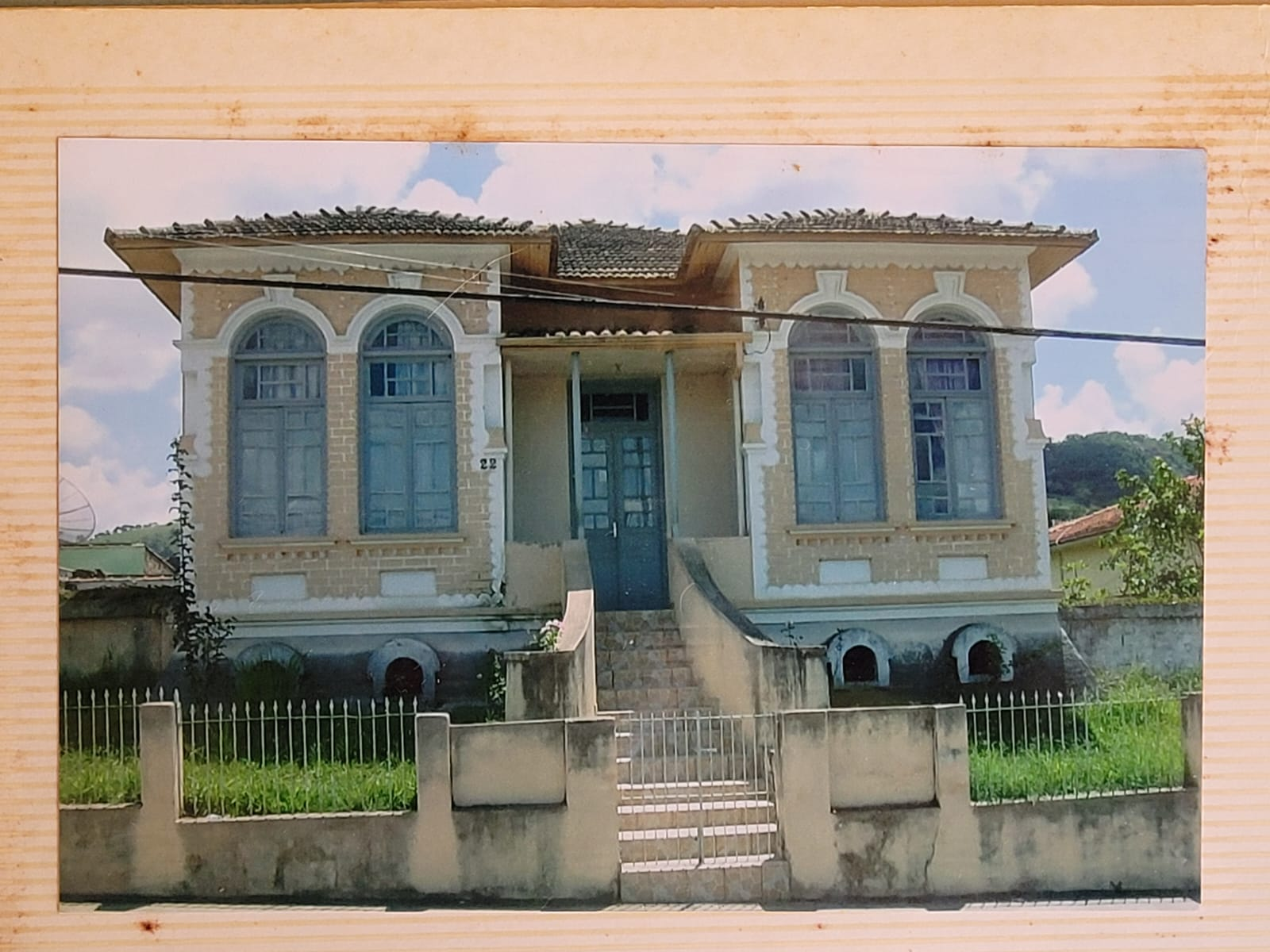
Casarão Emanuel Eugenio da Fonseca

A cidade desde 2002 integra o circuito turístico Serras Verdes do Sul de Minas. A cidade tem um forte potencial, mas recebe pouco incentivo nessa área. O município recebe um número significativo de visitantes em épocas isoladas durante o ano.
Os principais pontos turísticos do município são:
- Cachoeira das Três Cruzes;
- Cachoeira dos Euclides;
- Cachoeira dos Pilões;
- Cachoeira dos Rochas;
- Mata da Bexiga;
- Serra Grande;
- Morro do Quilombo (Serra Careca);
- Morro do Sertãozinho;
- Fábricas de Polvilho;
- Museu Histórico, Arqueológico, Cultural e ambiental;
- Sítio Arqueológico Pré-Histórico do Dórgão;
- Sítio arqueológico Engenho dos Índios.

## Festas
O município de Conceição dos Ouros recebe turistas ao longo do ano em festas como:

### Festa do Polvilho
Festividade que reúne milhares no mês de agosto, ocorre junto ao aniversário de emancipação político administrativo do município.
com a presença de grandes cantores na festa de comemoração. Nomes como Chitãozinho e Xororó, Daniel, Péricles, Paralamas do Sucesso e outros já se apresentaram na cidade.

### Festa da Padroeira
Uma das festividades mais antigas do local, acontece há mais de 150 anos. Tem uma rica programação religiosa que inclui missas, procissões, novenas, etc. E também conta com: shows musicais, feira popular, sorteio de prêmios, quermesses, etc. Ocorre entre os meses de novembro e dezembro.
Comemorada entre os dias 29 de novembro a 8 de dezembro, este último o dia da Padroeira da Cidade: Nossa Senhora da Conceição.
A festa é rica em comidas típicas como leitoa assada, pasteis de farinha de milho e o famoso tutu de feijão.

### Festas Juninas
Ocorrem no mês de junho e julho em vários locais da cidade, cada um com sua particularidade. homenageia os santos juninos: Santo Antônio, São João, e São Pedro.

### Semana Santa
Devido à forte tradição católica romana da cidade, a Semana Santa é marcada por emocionantes celebrações, procissões, encenações, etc., como ocorre em muitos municípios mineiros.

## Serra Grande

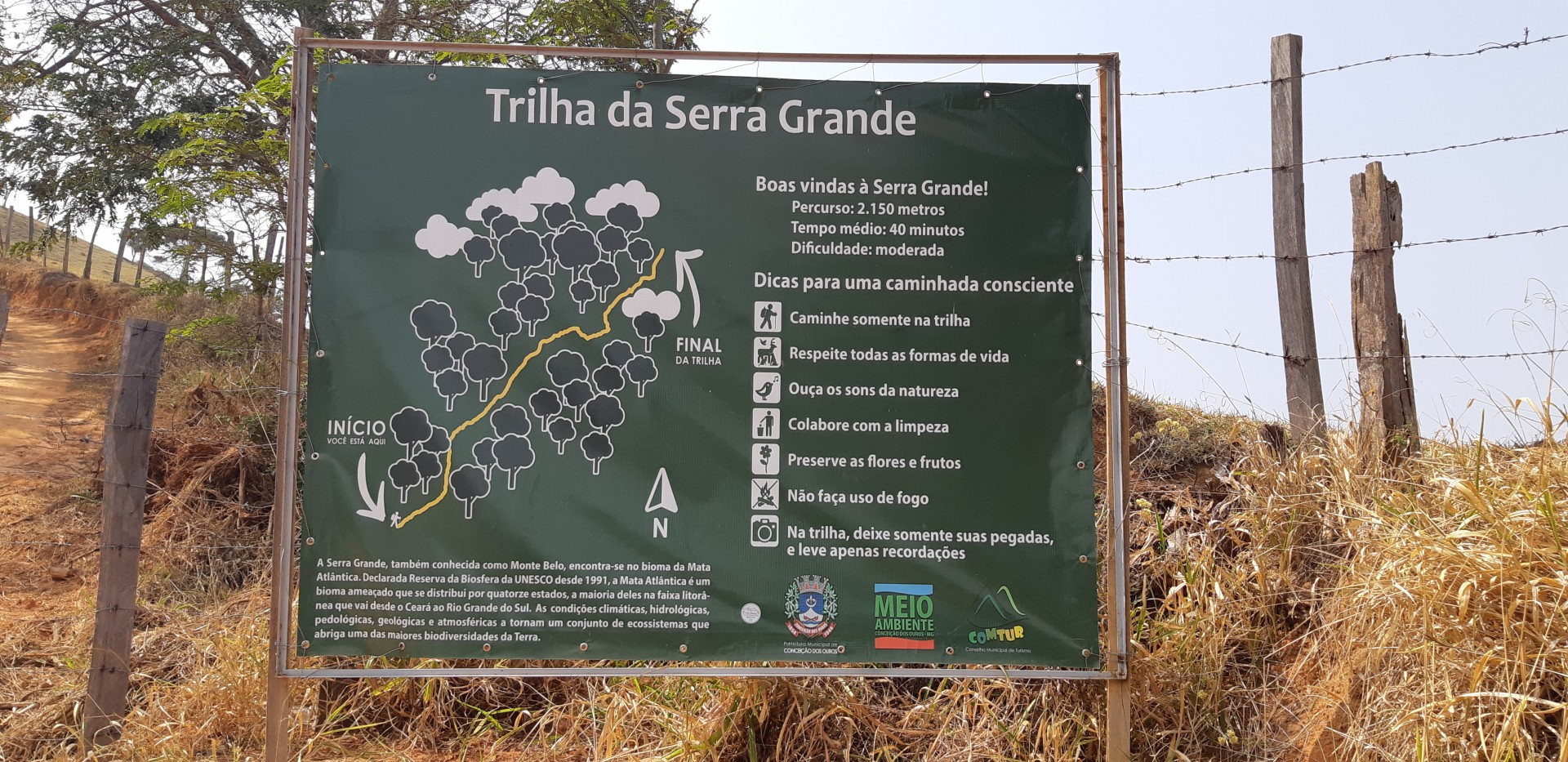
Placa da trilha da Serra Grande

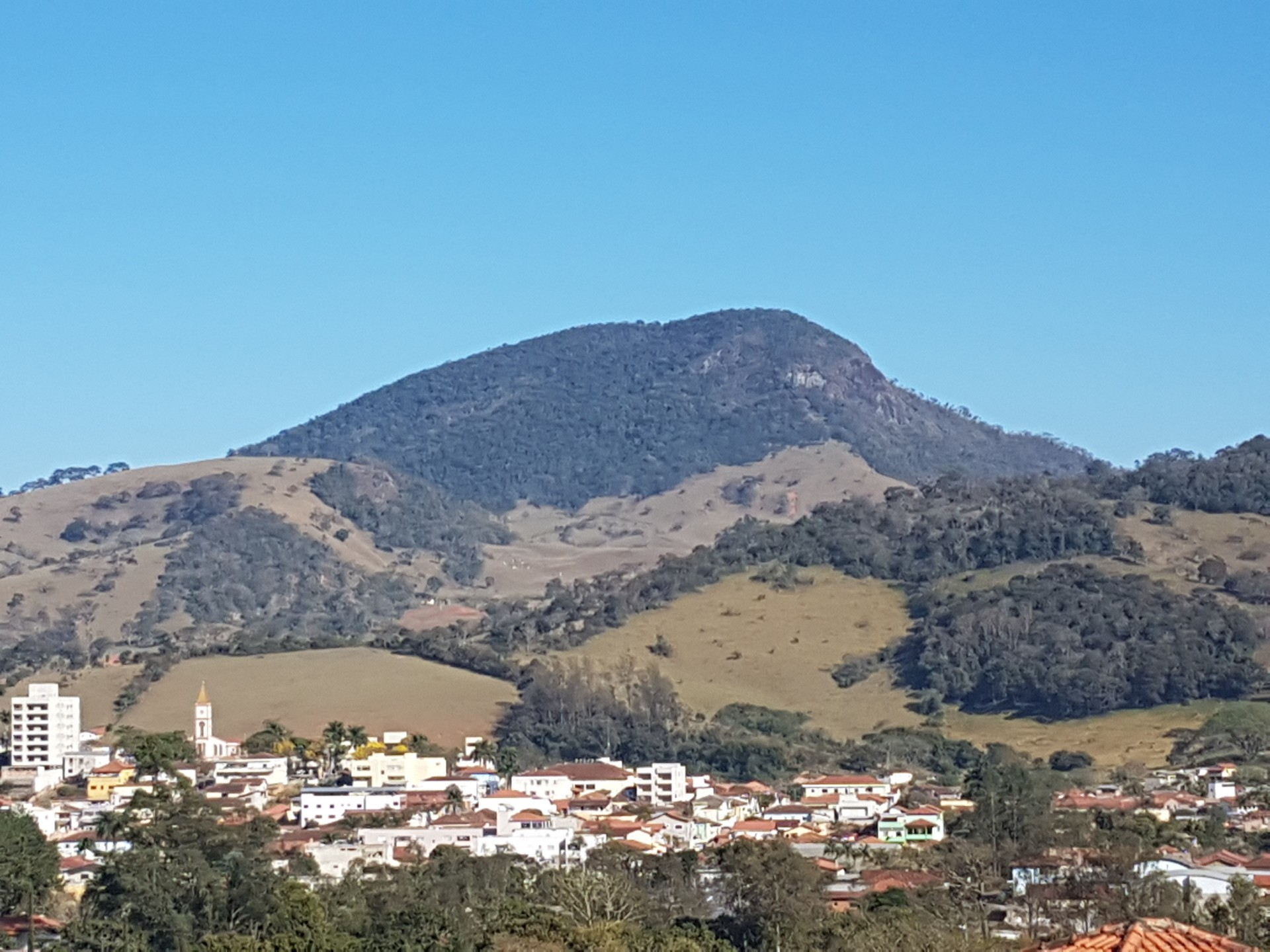
Vista da Serra Grande

A Serra Grande ou Pico Monte Belo, é o ponto mais alto do município de Conceição dos Ouros. Recebe muito visitantes, principalmente da própria região. Ela atinge pouco mais de 1400 metros em relação ao nível do mar. Neste, existem pontos de interesse como a Pedra do Frankenstein com 40 metros de altura, onde é possível fazer rapel, e outros pontos do qual se pode avistar várias cidades da região. Há também uma gruta com paredões de até 15 metros de altura e, na mesma, uma caverna que só é possível a entrada com guias ou pessoas com o conhecimento do local. Logo perto, fica localizado outro pico muito visitado chamado Serra do Quilombo ou também de Serra Careca.

## Nascidos no município
- Joaquim da Mota Pais, o Barão de Camanducaia;
- José Ribeiro da Mota Pais, o Barão da Motta Paes;
- Félix da Mota Pais, O Fundador.